# گونری (کوزان)
گونری (به ترکی استانبولی: Güneri) یک منطقهٔ مسکونی در ترکیه است که در قوزان (ترکیه) واقع شده‌است.